# Inussussuaq

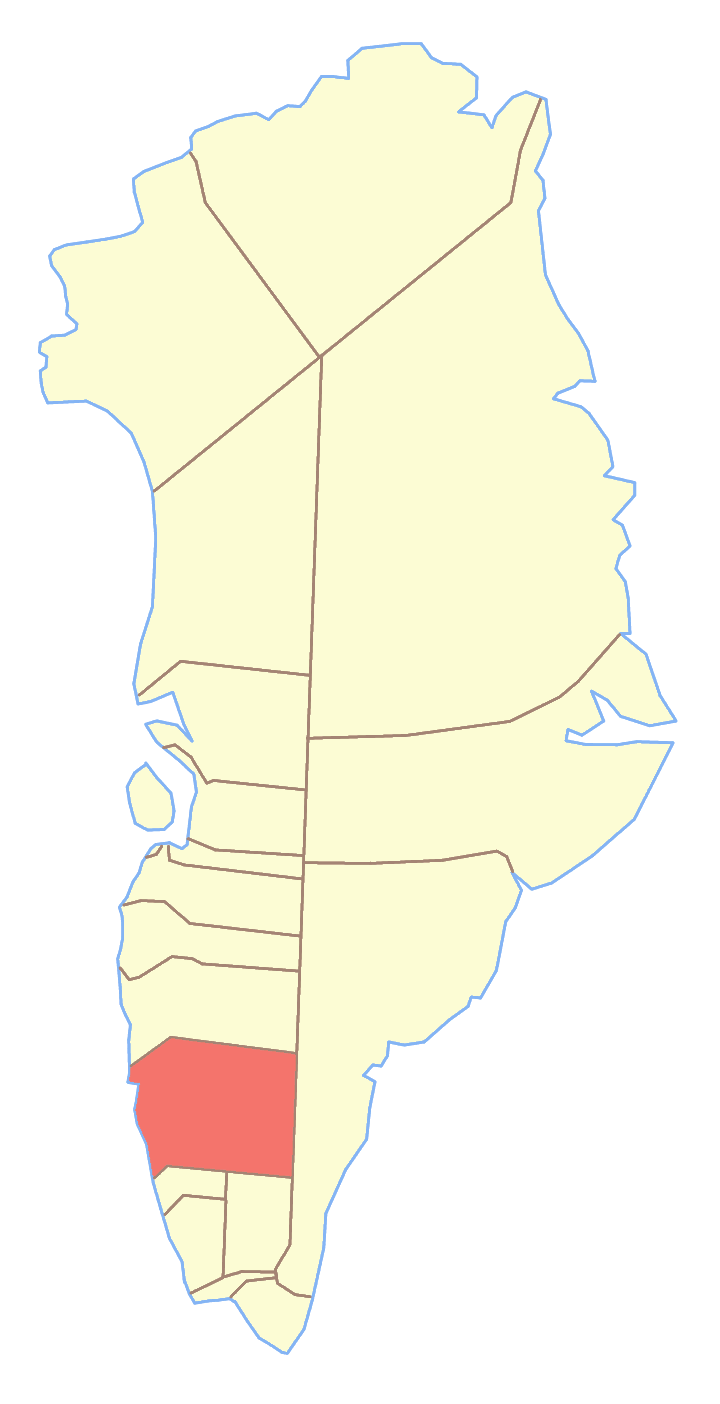
Ex comune di Nuuk, dove si trovava l'Inussussuaq

L'Inussussuaq è una montagna della Groenlandia di 1001 m. Si trova a 64°04'N 51°12'O; appartiene al comune di Sermersooq.